# Paris-Nantes
Paris-Nantes est une ancienne course cycliste française se déroulant entre Paris et Nantes (Loire-Atlantique), organisée de 1924 à 1948.

## Palmarès
| Année     | Vainqueur           | Deuxième            | Troisième              |
| --------- | ------------------- | ------------------- | ---------------------- |
| 1924      | Auguste Verdyck     | Aimé Dossche        | Joseph Muller          |
| 1925      | Auguste Verdyck     | René Girard         | Aimé Dossche           |
| 1926      | Gaston Rebry        | Georges Brosteaux   | Eugène Archambault     |
| 1927      | Hector Martin       | Romain Bellenger    | Gustave Van Slembrouck |
| 1928-1935 | non organisé        | non organisé        | non organisé           |
| 1936      | Benoit Faure        | Gaston Rebry        | Georges Hubatz         |
| 1937      | Joseph Mauclair     | Paul Egli           | Jean Bidot             |
| 1938-1940 | non organisé        | non organisé        | non organisé           |
| 1941      | Raymond Louviot     | Lucien Le Guével    | Marcel Laurent         |
| 1942      | Paul Maye           | René Debenne        | Guillaume Godere       |
| 1943      | Gabriel Gaudin      | Marcel Tiger        | Jean Robic             |
| 1944-1945 | non organisé        | non organisé        | non organisé           |
| 1946      | Alexandre Pawlisiak | Albert Pottgens     | Jacques Vassilieff     |
| 1947      | Luigi Malabrocca    | Alexandre Pawlisiak | Nino Ronco             |
| 1948      | Pierre Tacca        | André Mahé          | Maurice Diot           |